# ハイドンの初期弦楽四重奏曲
ハイドンの初期弦楽四重奏曲（ハイドンのしょきげんがくしじゅうそうきょく）とは、フランツ・ヨーゼフ・ハイドンが1750年代後半から1760年代はじめにかけて作曲した弦楽四重奏曲である。全部で10曲が知られる。後にいくつかの出版社から作品1および作品2として出版されたが、2つに分けられたのは便宜的なものに過ぎない。

## 作曲の経緯
ハイドンが最初に弦楽四重奏曲を作曲したのは1750年代後半、フュルンベルク男爵に仕えていたころとされる。19世紀はじめにハイドンの伝記を書いたグリージンガー (Georg August Griesinger) によると、4人ほどで演奏できるディヴェルティメントをフュルンベルク男爵が依頼し、それに答えて書かれたのが最初の弦楽四重奏曲であるという。フュルンベルク邸ではおそらくハイドン自身が第1ヴァイオリンを弾き、ほかにアントン・ヨハン・アルブレヒツベルガー（対位法で有名なヨハン・ゲオルク・アルブレヒツベルガーの兄弟という）がチェロを演奏した。他の2人はアマチュア音楽家で、村の司祭と邸の執事が演奏したという。
正確な作曲年や作曲された順序ははっきりしないが、ゲットヴァイク修道院の筆写譜に1762年と記されているため、それ以前の作品である。すべての曲がフュルンベルク男爵のために書かれたものではなく、それ以降に書かれた曲が含まれる可能性もある。
当時は弦楽四重奏曲とは呼ばれておらず、ブダペストに所蔵するフュルンベルク家の筆写譜には「ノットゥルノ」とある。ハイドンの作品目録には最初「カッサシオン」と記され、後に「四声のディヴェルティメント」に直されている。ハイドンは長い間弦楽四重奏曲を「ディヴェルティメント」の名で呼んでいたが、本作では名前だけでなく楽章構成もディヴェルティメント的で、メヌエット楽章が2つある。すなわち、両端楽章が快速、第2・4楽章がメヌエット、第3楽章が緩徐楽章となっている。ただし第3番と第12番は第1楽章が緩徐楽章、第3楽章が快速になっている。曲はすべて長調だが、メヌエットのトリオの部分でしばしば短調になる。
ウィーンで弦楽器によるディヴェルティメントを書いたのはハイドンだけではなく、グレゴール・ヨーゼフ・ヴェルナーやヨハン・ゲオルク・アルブレヒツベルガーも四重奏曲を含む弦楽ディヴェルティメントを多数書いていた。しかし、1760年ごろにハイドンの弦楽四重奏曲が世に出まわると他の作品を圧倒した。これらの初期弦楽四重奏曲によってハイドンの名声はウィーンを越えて広まった。
1765年のライプツィヒのブライトコップフの目録には8曲のハイドンの四重奏曲が見えるが、他の作者による曲が原則として管楽器を含むのに対し、ハイドン作品はすべて弦楽四重奏であることに大きな特徴がある。
楽譜では最低音がチェロではなく「Basso」と指定されているが、チェロ独奏を想定していたであろうと考える充分な根拠がある。弦楽四重奏においてヴィオラをどのように扱うかは難しい問題であり、これらの初期四重奏曲ではチェロとオクターブで重ねることが多いが、比較的新しい時期に書かれたとされる作品2-1ではより独立性が高くなっている。

## 出版
ハイドンの初期弦楽四重奏曲はパリのシュヴァルディエル (Louis-Balthazar de La Chevardière) から1764年に作品1に相当する6曲が出版された。初版には別人の作品を含んでいたが、1768年の改訂版ではすべてハイドンの作品に置き換えられた。また1766年には作品2に相当する6曲が出版された。一方アムステルダムのヨハン・ユリウス・フンメルからは1765年に作品1、翌年に作品2として6曲ずつの計12曲が出版された。2つの出版社によって収録曲に違いがあったが、19世紀はじめにパリのプレイエルから出版された弦楽四重奏曲全集（全80曲）では作品1をシュヴァルディエル改訂版、作品2をフンメル版から取ったため、フンメル版の作品1（およびパリのユベルティ (Antoine Huberty) から1764年に出版された版）にのみ収める曲（Hob. II:6）が抜けてしまった。この曲は長らく消失曲とされていたが、1931年になって再発見された。また、作品1として出版された曲の第5曲(Hob. III:5)は本来交響曲（交響曲A）であり、作品2の3番(Hob. III:9)と5番(Hob. III:11)は本来ホルン2を加えた六声のディヴェルティメント(Hob. II:21,22)であったため、これらの3曲は初期弦楽四重奏曲のうちには含められない。

## 各曲の内容

### 変ホ長調 Hob. II:6
1931年に再発見された曲。「作品0」あるいは「作品1-0」と呼ばれることもある。
1. プレスト 2⁄4拍子
2. メヌエット
3. アダージョ 変ロ長調 2⁄2拍子
4. メヌエット
5. プレスト 2⁄4拍子

### 変ロ長調 Hob. III:1 作品1-1
第1楽章は冒頭のユニゾンのファンファーレが特徴的で、「狩 (La chasse)」の名で呼ばれることもある。2番目のメヌエットは2台のヴァイオリンによるオクターブのユニゾンに1小節遅れてヴィオラとチェロのユニゾンが答えるという実質2声部の形式を取っており、このような形式に慣れていない当時のドイツ北部の人々から批判された。
1. プレスト 6⁄8拍子
2. メヌエット
3. アダージョ 変ホ長調 4⁄4拍子
4. メヌエット
5. プレスト 2⁄4拍子

### 変ホ長調 Hob. III:2 作品1-2
1. アレグロ 3⁄8拍子
2. メヌエット
3. アダージョ 変ロ長調 4⁄4拍子
4. メヌエット
5. プレスト 2⁄4拍子

### ニ長調 Hob. III:3 作品1-3
1. アダージョ 3⁄4拍子
2. メヌエット
3. プレスト 2⁄4拍子
4. メヌエット
5. プレスト 3⁄8拍子

### ト長調 Hob. III:4 作品1-4
緩徐楽章で第2ヴァイオリンが第1ヴァイオリンを「こだま」のように模倣する書法が見られる。
1. プレスト 3⁄8拍子
2. メヌエット
3. アダージョ ハ長調 4⁄4拍子
4. メヌエット
5. プレスト 2⁄4拍子

### ハ長調 Hob. III:6 作品1-6
緩徐楽章は第1ヴァイオリンが弱音器をつけて旋律を演奏し、他の楽器はピッツィカートで伴奏に徹する。両端楽章はごく短い。第4楽章のメヌエットは半音階的書法が目立つ。
1. プレスト・アッサイ 6⁄8拍子
2. メヌエット
3. アダージョ ト長調 2⁄4拍子
4. メヌエット
5. プレスト 2⁄4拍子

### イ長調 Hob. III:7 作品2-1
作品2の1番や4番は第1楽章の書法が成熟して後のハイドン作品のものに近くなっており、エントヴルフ・カタログでも後ろの方に見えるため、他の曲よりも後に作曲されたと考えられている。
1. アレグロ 2⁄4拍子
2. メヌエット
3. アダージョ ニ長調 2⁄4拍子
4. メヌエット
5. アレグロ・モルト 2⁄4拍子

### ホ長調 Hob. III:8 作品2-2
ホ長調は当時は甲高く不快な調と考えられる傾向が強かったが、ハイドンは他の作曲家にくらべてこの調を好んでいた。
1. アレグロ・モルト 2⁄4拍子
2. メヌエット
3. アダージョ イ長調 4⁄4拍子
4. メヌエット
5. プレスト 2⁄4拍子

### ヘ長調 Hob. III:10 作品2-4
緩徐楽章が短調なのはこの曲のみである。そのかわりにメヌエットのトリオは長調になっている。
1. プレスト 6⁄8拍子
2. メヌエット
3. アダージョ ヘ短調 3⁄4拍子
4. メヌエット
5. アレグロ 2⁄4拍子

### 変ロ長調 Hob. III:12 作品2-6
第1楽章が緩徐楽章で、かつ主題と4つの変奏からなる変奏曲になっている。
1. アダージョ 2⁄4拍子
2. メヌエット
3. プレスト 変ホ長調 2⁄4拍子
4. メヌエット
5. プレスト 3⁄8拍子